# Indigofera hochstetteri
Espèce
Synonymes
- Indigofera anabaptista Baker[1]
- Indigofera ornithipodioides Jaub. & Spach[1]

Indigofera hochstetteri est une espèce de plantes à fleurs de la famille des Fabaceae et du genre Indigofera, présente en Afrique tropicale.
Son épithète spécifique hochstetteri rend hommage au botaniste allemand Christian Ferdinand Friedrich Hochstetter.

## Liste des sous-espèces
Selon Catalogue of Life (17 juin 2020) :
- sous-espèce Indigofera hochstetteri subsp. streyana

Selon The Plant List (17 juin 2020) :
- sous-espèce Indigofera hochstetteri subsp. streyana (Merxm.) A.Schreib.